# Блэр, Билл (политик)
Уильям Стерлинг Блэр (англ. William Sterling Blair; род. 9 апреля 1954, Скарборо) — канадский полицейский и политик, член Палаты общин Канады от Либеральной партии (с 2015). Министр национальной обороны Канады (2023—2025).
Министр общественной безопасности и чрезвычайных ситуаций (2019—2021). Министр подготовленности к чрезвычайным ситуациям и председатель Тайного совета Королевы для Канады (2021—2023).

## Биография
Учился в Торонтском университете с перерывами, но окончил его по специальностям «экономика» и «криминология», в 1976 году поступил в полицейский колледж в Эйлмере, провинция Онтарио. Начал карьеру рядовым полицейским, в 2005 году назначен начальником полиции Торонто (25 апреля 2015 года ушёл в отставку, решив заняться политикой на федеральном уровне).
По итогам парламентских выборов 2015 года при поддержке Либеральной партии одержал уверенную победу в округе Северо-западный Скарборо.
18 июля 2018 года получил портфель первого в истории министра безопасности границ в правительстве Трюдо, которое подвергалось критике из-за отсутствия реакции на проблему нарушения канадской границы десятками тысяч соискателей политического убежища с начала 2017 года.
В 2019 году переизбран в Палату общин от своего прежнего округа, получив 28 640 голосов (сильнейшая из соперников, консерватор Кимберли Фосетт Смит заручилась поддержкой 10 421 избирателя).
20 ноября 2019 года по итогам парламентских выборов в кабинете Трюдо были произведены кадровые перемещения, в результат которых Блэр был назначен министром общественной безопасности, получив в своё подчинение Королевскую канадскую конную полицию, Канадское агентство пограничных служб, Исправительную службу Канады и Канадскую службу разведки и безопасности. Кроме того, в его ведение вошли меры по усилению контроля над огнестрельным оружием, в том числе проведение в жизнь запрета на автоматическое оружие.
20 сентября 2021 года прошли досрочные парламентские выборы, по итогам которых Блэр одержал в своём округе убедительную победу с результатом 57,5 % (его основного соперника, консерватора Мохсина Бхуяна, поддержали 20,8 % избирателей).
26 октября приведён к присяге новый состав правительства Трюдо, в котором Блэр назначен председателем Тайного совета и министром подготовленности к чрезвычайным ситуациям.
26 июля 2023 года в ходе серии кадровых перемещений назначен министром национальной обороны.
14 марта 2025 года при формировании правительства Карни вновь получил портфель министра национальной обороны.
13 мая 2025 года Марк Карни произвёл по итогам парламентских выборов масштабные перестановки в Кабинете, вследствие которых Билл Блэр был исключён из правительства.